# Salicylaldéhyde
Le salicylaldéhyde, 2-hydroxybenzaldéhyde, orthohydroxybenzaldéhyde ou o-hydroxybenzaldéhyde est un composé organique aromatique de formule brute C7H6O2. Il est constitué d'un cycle benzénique substitué par un groupe formyle (HC=O) et un groupe hydroxyle (OH) en position 2 : c'est l'un des trois isomères de l'hydroxybenzaldéhyde, le composé « ortho », les deux autres étant le 3-hydroxybenzaldéhyde (méta) et le 4-hydroxybenzaldéhyde (para).
Il est présent à l'état naturel dans certains végétaux et certains insectes. Il est aujourd'hui présent dans de nombreux parfums et est utilisé dans de nombreuses industries chimiques et pharmaceutiques.

## Historique
Vers 1838, le pharmacien suisse Johann Pagenstecher a obtenu du salicylaldéhyde à partir de la fleur de la reine-des-prés (Filipendula), ce qui fut la première étape vers la découverte de l'acide acétylsalicylique (aspirine).

## Occurrence naturelle
Certains insectes, notamment les Chrysomelidae, le produisent naturellement, contre leurs prédateurs, dans des glandes spéciales à partir de la salicyline que produisent leurs plantes-hôtes. Il est aussi produit par la reine-des-prés. Le salicylaldéhyde a aussi été identifié comme l'un des composés de l'odeur caractéristique du sarrasin.

## Propriétés
Le salicylaldéhyde se présente sous la forme d'un liquide de couleur jaunâtre, avec une odeur d'amande amère à haute concentration, et l'odeur caractéristique du sarrasin à plus faible concentration. Le salicylaldéhyde est un allergène de contact.
Le salicylaldéhyde se décompose lorsqu'il est chauffé, notamment en oxydes de carbone (monoxyde et dioxyde), et forme des vapeurs  et gaz irritants.
Il peut réagir dangereusement avec des oxydants forts, des bases fortes et des acides forts.

## Synthèse
Historiquement, le salicylaldéhyde est synthétisé par la réaction de Reimer-Tiemann (découverte en 1876, aux débuts de la chimie du carbone), où l'on fait réagir le phénol avec du chloroforme et de l'hydroxyde de potassium :
Aujourd'hui cette réaction a été améliorée par un processus de catalyse par transfert de phase.

## Utilisation
Le salicylaldéhyde est un intermédiaire dans l'industrie pharmaceutique et dans la fabrique de teintures. Il est aussi utilisé comme ingrédient dans la parfumerie.
En solution alcoolique à 10 % il sert à détecter les cétones (par exemple l'acétone dans les urines) et les alcools de fusel dans l'alcool.

### Précurseur
Le salicylaldéhyde est un dérivé benzénique hautement fonctionnel qui est utilisé comme précurseur à de nombreux autres composés chimiques. On peut notamment citer ci-dessous, de gauche à droite, le catéchol, le benzofurane, un salicylaldéhydimine (R = alkyle ou aryle), et la 3-carbéthoxycoumarine.

### Réactions
Le salicylaldéhyde peut subir un certain nombre de réactions.
- Le salicylaldéhyde peut être converti en ligand chélateur par condensation avec des amines. Condensé avec l'éthylènediamine, il donne le salen, un ligand diprotique, et son dérivé la salcomine. La condensation avec l'hydroxylamines donne la salicylaldoxime.
- Son oxydation avec le peroxyde d'hydrogène (réaction de Dakin)[12] donne le catéchol (1,2-dihydroxybenzène).
- Par aldolisation avec le malonate de diéthyle (oxydation de Perkin), il donne un dérivé hétrocyclique, la coumarine[13].
- Par synthèse de Williamson avec l'acide chloroacétique suivi d'une cyclisation, il donne le benzofurane[14], un autre composé hétérocyclique. La première étape de cette réaction menant à la formation d'un benzofurane substitué est appelée « condensation de Rap-Stoermer » d'après E. Rap (1895)[15] et R. Stoermer (1900)[16].